# 劉炯
劉炯（1485年—？年），字文韬，號鹤城，直隶苏州府長洲縣人，明朝政治人物。

## 生平
治《易經》，行三，由國子生中式正德八年癸酉科（1513年）應天府鄉試第一百三名舉人，年三十九歲中式嘉靖二年（1523年）癸未科會試第一百二名，第二甲第四十二名進士。官至汀州府知府。

## 家族
曾祖劉宗韶。祖父劉淳，贈工部主事。父劉杲，都察院右副都御史。母张氏，封安人；继母唐氏。慈侍下。兄劉恢、劉燦、弟劉庶（陰陽正術）、劉塋（典膳）。